# Réthely Ödön
Réthely Ödön (Pápa, 1881. október 24. – Kolozsvár, 1951. október 20.) magyar színész, 1942-től a kolozsvári színház örökös tagja.

## Pályafutása
A budapesti Színi Akadémián végzett. 1908-ban Eperjesen lépett először színpadra. Több vidéki társulatnál (Kassa, Pécs, Pozsony, Székesfehérvár, Győr, Szabadka) bonvivánként foglalkoztatták, majd 1918-tól Janovics Jenő Kolozsvárra szerződtette. Nehéz természete miatt többször is konfliktusba keveredett a színház vezetésével, néhányszor megpróbált máshova szerződni, de kudarcot vallott, és élete végéig Kolozsváron maradt, ahol hozzá méltó feladatokat és biztos megélhetést kapott. 1919-ben, amikor Janovics Jenő tiltakozott az ellen, hogy az erdélyi kormányzótanács megbízottjának átadja a Hunyadi téri színház épületét, a kormánybiztos Réthelyi Ödönnél, a színház bizalmi testületének elnökénél próbálkozott, de a társulat is úgy döntött, hogy csak az erőszaknak enged.
Pár évig színiiskolát is működtetett. Tanulmányúton járt Németországban Max Reinhardtnál. A kolozsvári némafilmgyártás hőskorában több filmben is játszott; opera- és operettszerepekben is fellépett. Nagy sikereit népszínművekben érte el. Pályafutásának 25. évfordulóját Gárdonyi Géza A bor című darabjának főszerepével ünnepelte.

## Főbb színpadi szerepei
- Gulácsy Irén: A kincs (Kovács István)
- Katona József: Bánk bán (II. Endre, Tiborc, Biberach)
- Szigligeti Ede: Liliomfi (Szilvai)
- Szirmai Albert: Mágnás Miska (Baracs)
- William Shakespeare: Hamlet (Horatio, Hamlet atyjának szelleme)
- Tóth Ede: A falu rossza (Göndör Sándor)
- Gaal József: A peleskei nótárius (Baczur Gazsi)
- Gerhart Hauptmann: És Pippa táncol (Taghiaroni)
- Szigligeti Ede: A csikós (Andris bojtár)
- Shakespeare: Rómeó és Júlia (Tybalt)
- Frank Wedekind: A tavasz ébredése (Gábor úr)
- Csepreghy Ferenc: Sárga csikó (Laci)
- Gerhart Hauptmann: Téli ballada (Arne tiszteletes)
- Herczeg Ferenc: A dolovai nábob leánya (Szentirmai huszárkapitány)
- Szigligeti Ede: A cigány (Gyuri)
- Huszka Jenő: Bob herceg (Pomponius)
- Makszim Gorkij: Éjjeli menedékhely (Szatyin)
- Csepreghy Ferenc: Piros bugyelláris
- Rátkay László: Felhő Klári
- Szigligeti Ede: Tolonc

## Filmográfia
- Az alvajáró, 1915
- A kormányzó, 1915
- A gyónás szentsége, 1916
- Méltóságos rabasszony, 1916
- Mire megvénülünk, 1916
- Soha, többé, mindörökké, 1917
- Az egymillió fontos bankó, 1917
- A kormányzó, 1917
- A tanítónő, 1917
- Az utolsó éjszaka, 1917
- A vasgyáros, 1917
- A vén bakancsos és fia, a huszár, 1917
- A kétszívű férfi, 1918
- Falusi madonna , 1918
- A névtelen asszony, 1918
- Hotel Imperial, 1918
- A vadorzó, 1918
- Palika, 1918
- Doktorok tragédiája, 1918
- A métely, 1918
- A kancsuka hazájában, 1918
- Akik életet cserélnek, 1919
- A világrém, 1920
- A két árva, 1920
- Din grozăviile lumii, 1920